# Glanycus foochowensis
Glanycus foochowensis är en fjärilsart som beskrevs av Chu och Wang 1981. Glanycus foochowensis ingår i släktet Glanycus och familjen Thyrididae. Inga underarter finns listade i Catalogue of Life.